# Galaxie (film)
Pour les articles homonymes, voir Galaxie (homonymie).
Pour plus de détails, voir Fiche technique et Distribution.
Galaxie est un film français réalisé par Maté Rabinovsky sous le pseudonyme de Mathias Merigny, sorti en 1972.

## Fiche technique
- Titre : Galaxie
- Réalisation : Maté Rabinovsky, sous le pseudonyme de Mathias Merigny[1]
- Scénario : Roger Michel et Maté Rabinovsky
- Dialogues : Pierre Latzko
- Photographie : Bernard Paris
- Son : Paul Lainé
- Musique : Jànos Kömives
- Montage : Marie Montanet et Marion Paris
- Production : Société Générale de Production - M.R.M. Productions - Productions Tanit
- Pays d'origine :  France
- Genre : science-fiction
- Durée : 82 minutes
- Date de sortie : mai 1972

## Distribution
- Marika Green
- Henri Serre
- Reinhard Kolldehoff
- Albert Simono
- Roland Monod
- Jean Gras
- Max Amyl
- Daniel Crohem
- Jean Gemin
- Frédéric Nort
- Michel Bertay
- Pierre Lafont
- Marc Monjou
- Ladislao Conti
- Catherine Rethi